# Century Park (Shanghai)

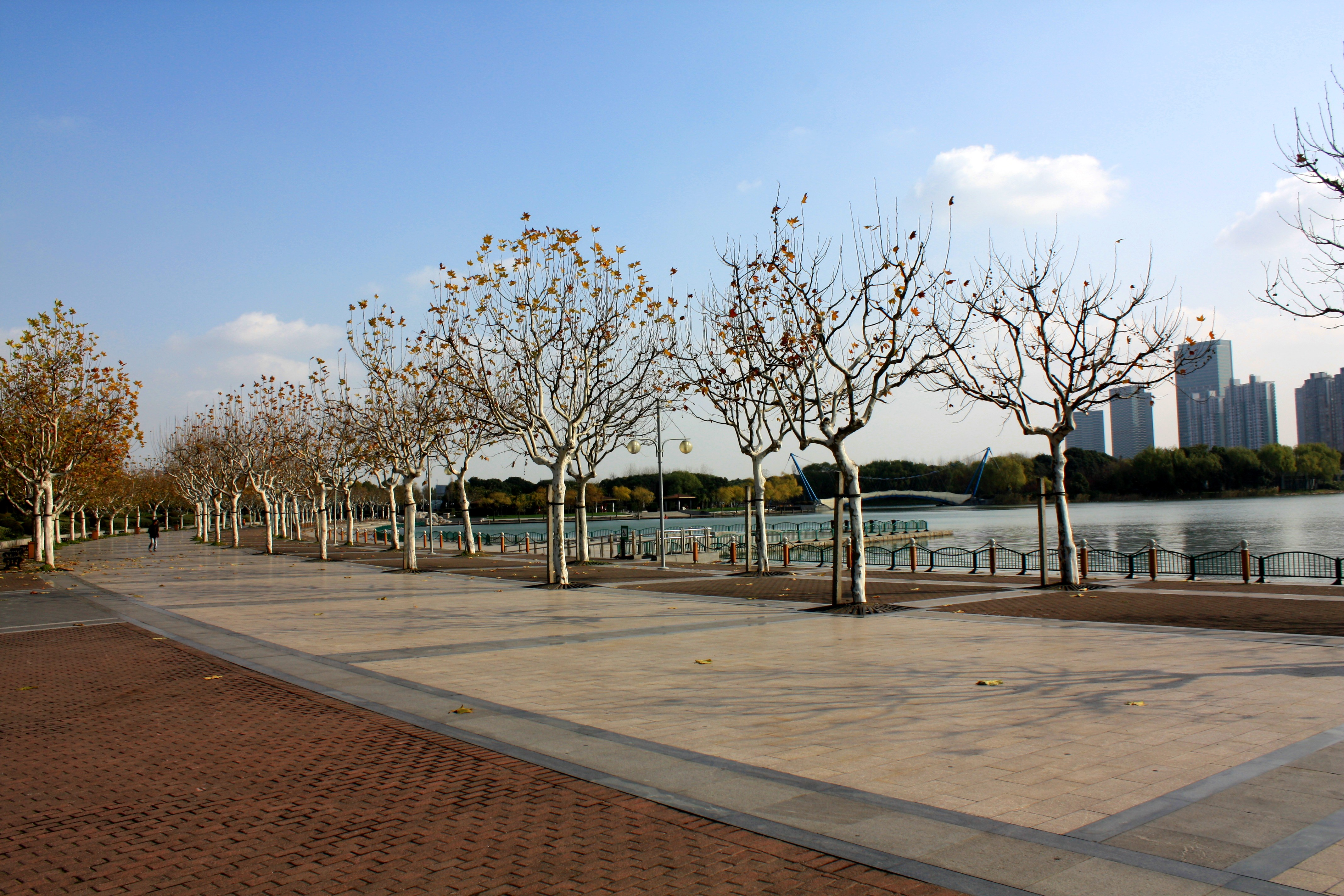
Century Park Dezember 2011.

Der Century Park (chinesisch 世纪公园, Pinyin Shìjì Gōngyuán) ist der größte Park der chinesischen Stadt Shanghai. Er umfasst eine Fläche von etwa 140 Hektar und ist zentral im Stadtteil Pudong gelegen.
Der Park ist von 7:00 bis 18:00 Uhr geöffnet, der Eintritt beträgt 10 Yuan.
Die Anlage hat einen Laufkurs für Jogger mit vier bis sechs Kilometern Streckenlänge, kleinere Waldstücke mit Sitzgelegenheiten, mehrere große Grünflächen und einen großen See in der Mitte. Die Landschaftsgestaltung des von Hochhäusern umgebenen Parks verbindet den britischen, japanischen und chinesischen Stil der Gartenbaukunst.
Der Park befindet sich an der Jinxiu Road Nummer 1001 und ist mit der Linie 2 der Metro Shanghai zu erreichen.

## Galerie

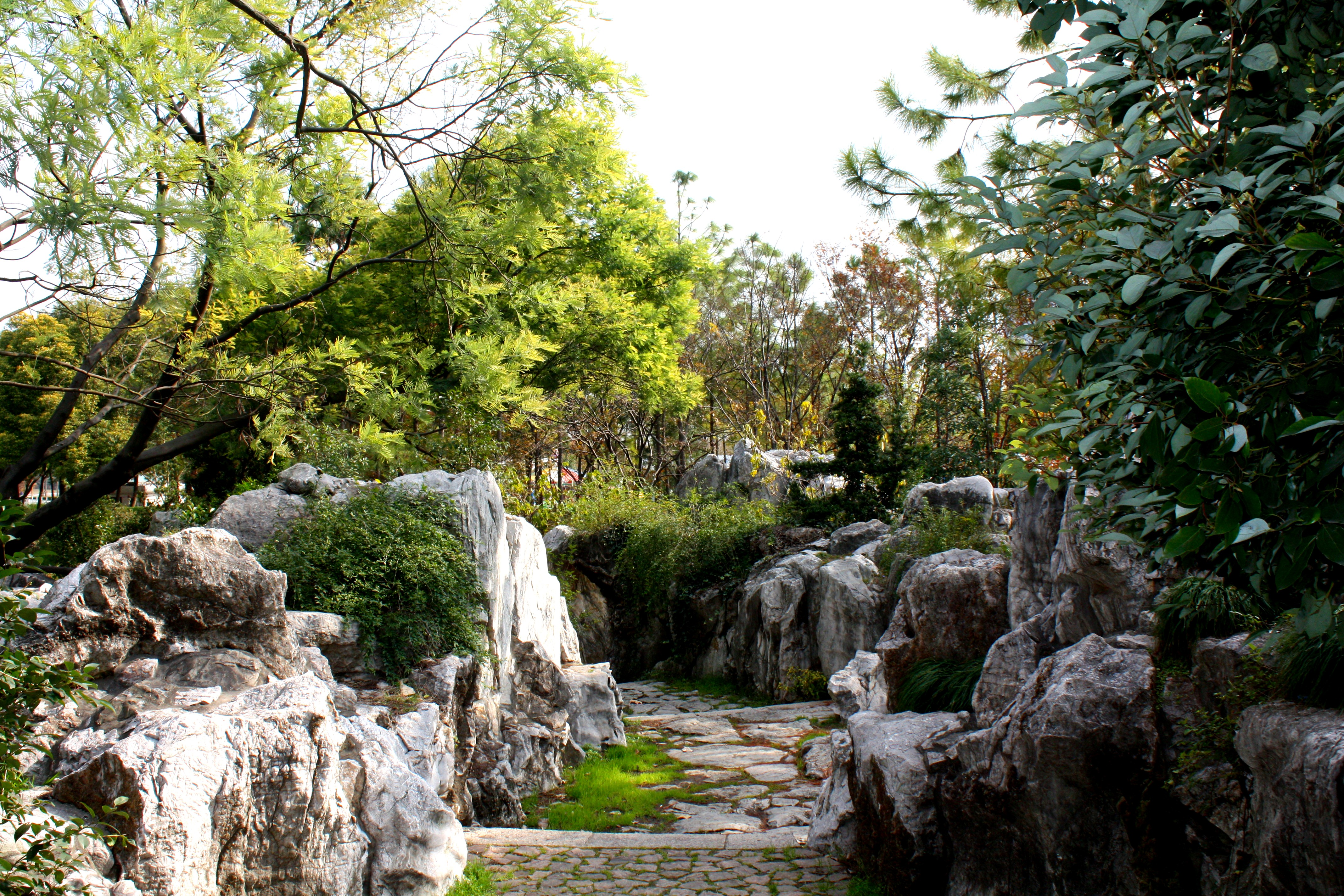
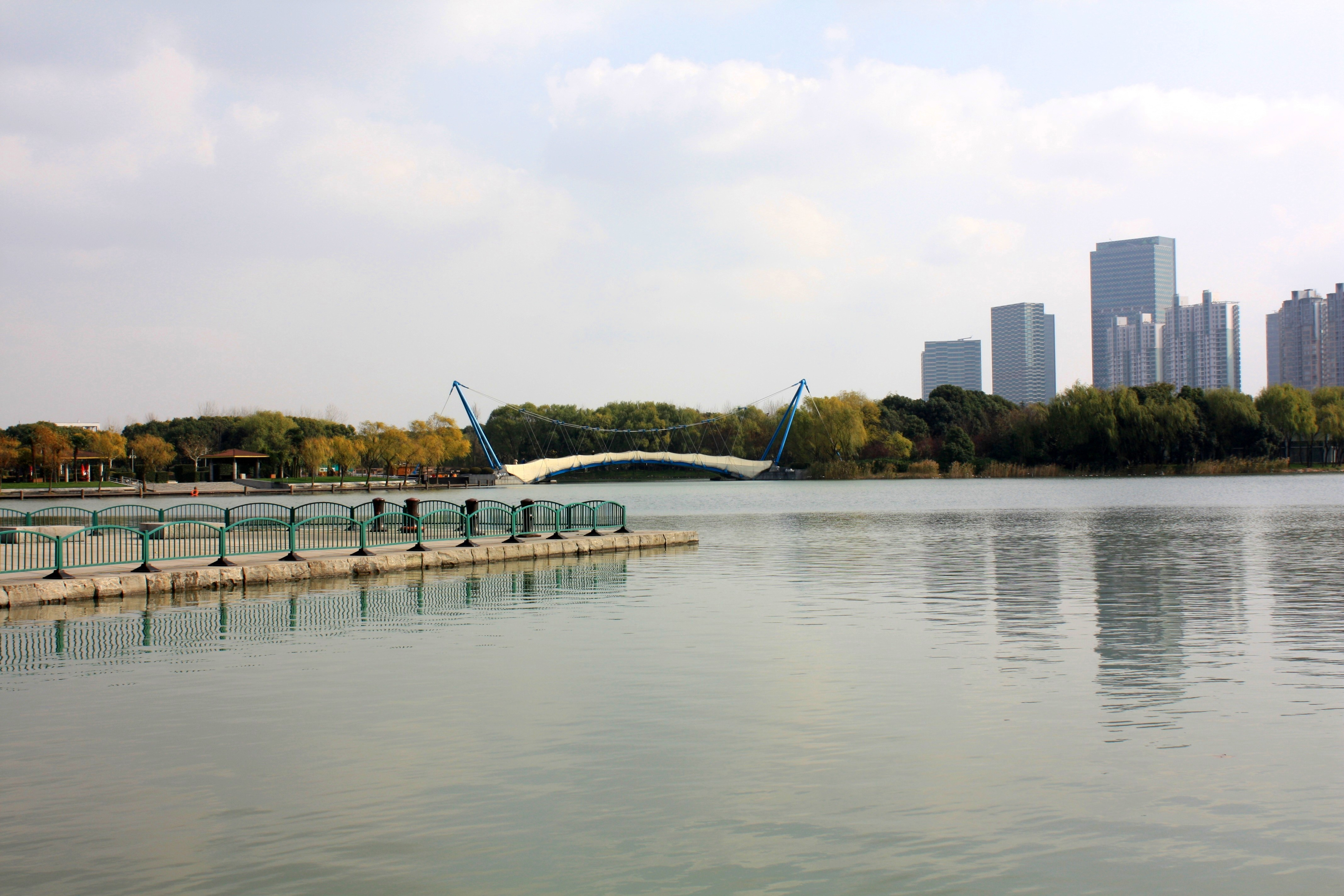
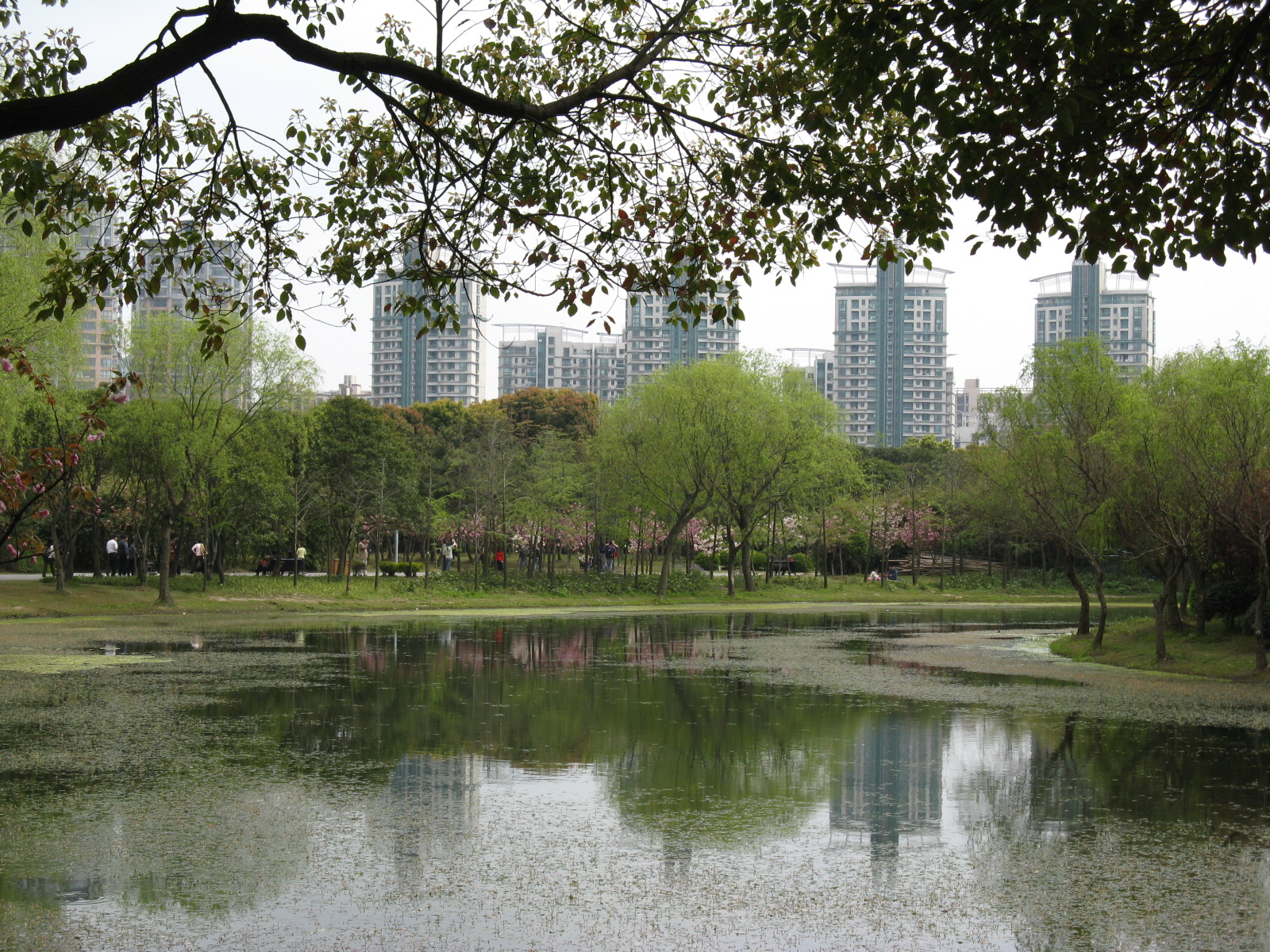